# Карл II Плешиви
Вижте пояснителната страница за други личности с името Карл II.
Карл II Плешивия (на френски: Charles le Chauve; * (13 юни 823; † 6 октомври 877) е император на Свещената Римска империя и крал на Западно-франкското кралство.

## Произход и наследство
Той е син на франския владетел Луи Благочестиви и втората му съпруга Юдит Баварска. Прякорът му „Плешиви“ идва не от плешивостта му, както би могло да се предположи, а от факта, че на 5 май 877 г., в деня на освещаването на църквата „Дева Мария“ (бъдещото абатство „Сен Корней“ в Компиен), той си обръсва главата в знак на подчинение на Църквата, независимо от обичая на франките кралят им да има дълги коси.
Карл е роден на 13 юни 823 г., когато по-възрастните му двама братя са вече пораснали и са получили владения от своя баща. Опитите на Луи Благочестиви да предостави на Карл управлението на Алемания (829) и земите между Мойс и Пиренеите (833) водят до разбунтуването на останалите му синове. През 838 г. той е коронован за подкрал на Неустрия (Северна Франция).

## Борба за престола и управление
Смъртта на Луи Благочестиви през 840 г. води до избухване на война между тримата му сина. Карл се съюзява с брат си Лудвиг Немски срещу новия император Лотар I като на 25 юни 841 г. двамата го побеждават в битката при Фонтеноа ан Пюизе (Fontenoy-en-Puisaye). През следващата година двамата братя потвърждават своя съюз със Страсбургските клетви. Войната приключва през 843 г. с подписване на договора от Вердюн. С него Карл получава западните франкски земи (днешна Франция), брат му Лудвиг става крал на източните франкски територии (днешна Германия), а Лотар I остава император на земите от Фландрия през Бургундия до владенията в Северна Италия.
Първите години от царуването на Карл до смъртта на Лотар през 855 г. са мирни. През тези години тримата братя на няколко пъти се събират, за да решават разни въпроси. През 858 г., подтикван от недоволни барони, Лудвиг решава да завладее Западнофранкското кралство. Карл е дотолкова непопулярен, че след като не успява да събере армия, побягва към Бургундия. Помагат му само епископите, които отказват да коронясат Лудвиг, и велф, който е свързан с майка му Юдит. През 860 г. той се опитва да завземе кралството на племенника си Карл Провански, но не успява. След смъртта на друг свой племенник – император Лотар II от Лотарингия, също прави опит да завладее териториите му. Договорът му от Меерсен през 870 г. го принуждава да ги подели с брат си Лудвиг.
Срещу Карл (Шарл) редовно избухват въстания в Аквитания и Бретан. Бретанците дори имат кратки успехи срещу краля. Карл воюва и срещу норманите, които опустошават част от териториите на страната му, като в стремежа си да ги спре изгражда мостове на реките. През 875 г. след смъртта на императора на Свещената римска империя Лудвиг II (син на брат му Лотар I) Карл с подкрепата на папа Йоан VIII отпътува за Италия, където в Павия получава кралската корона, а на 29 декември – и императорските символи. На 25 декември 875 г. Карл е коронован в Рим за император.
Брат му Лудвиг Немски, който също претендира за императорската титла, нахлува в земите на Карл и ги опустошава. Това принуждава Карл да напусне бързо Италия. След смъртта на брат си Лудвиг, Карл се опитва да завладее Източнофранкското кралство, но е победен при Андернах (876).
Междувременно папата, заплашен от сарацините, призовава Карл да отиде в Италия и да му помогне. Кралят преминава Алпите, но експедицията не е подкрепена от благородниците. В същото време от север настъпва Карломан, син на Лудвиг Немски. Карл се отправя към него, но през 877 г., в хода на кампанията, умира.
Карл е наследен от сина си от първия си брак Луи II. Той е високообразован и винаги е разчитал на поддръжката на църквата.

## Фамилия
Първи брак: от 13/14 декември 842 г. с Ирментруда Орлеанска († 6 октомври 869), дъщеря на граф Одо Орлеански от род Удалрихинги; имат 9 деца:
- Юдит Фландърска (* 844 † 870), ∞ 1. 856 г. крал Етелулф от Уесекс († 858); ∞ 2. 858 г. крал Етелбалд от Уесекс († 860), ∞ 3. след отвличане 862 г. граф Балдуин I от Фландрия († 879);
- Луи II Заекващия (* 846; † 879), крал на Западнофранкското кралство;
- Карл Детето (* 847/848; † 866), крал на Аквитания;
- Карлман († 876), игумен на Сен Медар (Saint-Médard) в Соасон, 874 игумен на Ехтернах (в Люксембург);
- Лотар († 865), 861 монах, по-късно игумен на Сен Жермен (Saint-Germain) д'Оксер;
- Ерментруд († 877), игуменка на Хаснон при Валансиен;
- Хилдегарда;
- Гизела;
- Ротруд († 889), игуменка на Андлау.

Втори брак: от 22 януари 870 г. с Рихилда Прованска († 2 юни 910), дъщеря на граф Бувин от Горц, сестра на Бозон Виенски от династията Бувиниди; имат 5 деца, от които само 1 живее по-дълго:
- Ротилда (* 871; † 928/929), ∞ 890 граф Рожер, 897 граф на Льо Ман; † 31 октомври 900);
- Дрого (* 872/873; † 873/874), близнак;
- Пипин (* 872/873; † 873/874), близнак;
- дете (* 23 март 875; † скоро след раждането);
- Карл (* 10 октомври 876; † 877 преди 7 април).